# Kloštrske Gore
Kloštrske Gore (nemško Klosterberg) je naselje v Občini Grebinj v Okraju Velikovec na Koroškem v Avstriji.